# Сплит (фильм)
«Сплит» (англ. Split, букв. перевод — Расщеплённый) — американский психологический триллер ужасов режиссёра М. Найта Шьямалана. В главных ролях Джеймс Макэвой, Аня Тейлор-Джой, Хейли Лу Ричардсон, Джессика Сула и Бетти Бакли. Премьера картины состоялась 26 сентября 2016 года на кинофестивале Fantastic Fest в городе Остин, штат Техас. Премьера в США состоялась 20 января 2017 года, в России — 16 марта 2017 года. 4 апреля 2017 года «Сплит» был выпущен в цифровом формате HD, а также на дисках Blu-ray, DVD и 18 апреля 2017 года компанией Universal Pictures Home Entertainment на стримингах.
Действие фильма происходит во вселенной другого фильма Шьямалана «Неуязвимый», при этом сюжетно они связаны. В январе 2019 года состоялась премьера третьей, связующей части, «Стекло».

## Сюжет
Три девушки — Кейси (Аня Тейлор-Джой), Клэр (Хейли Лу Ричардсон) и Марша (Джессика Сула) — похищены прямо с парковки неким Кевином (Джеймс Макэвой), который их усыпляет. Они приходят в себя в специально оборудованном для них подвальном помещении. Затем перед ними предстаёт Кевин, и девушки понимают, что он страдает множественным расстройством личности — их у него 23. Причём личность самого Кевина давно подавлена, а сейчас в нём главенствуют три личности — женщина Патрисия, страдающая обсессивно-компульсивным расстройством, Деннис, также страдающий этим расстройством (девушек похитил он), и 9-летний мальчик Хедвиг. От Денниса девушки узнают о существовании некой 24-й личности, которая, по его словам, является вершиной эволюции человека; он называет её «Зверь». Патрисия добавляет, что девушки были похищены в качестве «Священной пищи» (она называет это «поеданием плоти нечестивых дев») для пробуждения этого Зверя. А от Хедвига они с ужасом узнают, что Зверь уже раньше пробуждался в Кевине, что они не первые похищенные и что с другими Зверь, по словам Хедвига, «делал ужасные вещи». И если Клэр и Марша очень напуганы, то Кейси более-менее сохраняет спокойствие и пытается как-то разговорить личности Кевина (потому что сама является жертвой продолжительного насилия), чтобы те помогли им сбежать, но её попытки в итоге приводят к тому, что Деннис запирает их всех в разных комнатах.
Параллельно в фильме разворачиваются ещё несколько сюжетных линий. Первая связана с личным психиатром Кевина доктором Флетчер (Бетти Бакли). Выясняется, что у Кевина была ещё одна доминирующая личность — модель и дизайнер Барри, но Деннис и Патрисия сумели её подавить. Деннис, прикидываясь Барри, какое-то время ходил на сеансы к Флетчер, чтобы с её помощью попытаться рассказать миру об их существовании. Флетчер, хоть и обнаруживает подлог, но пытается убедить Кевина, что Зверя не существует, хотя сама же признаёт, что у подобных Кевину в минуты обострения способна меняться физиология. Обсуждая со своим коллегой случай Кевина, она приходит к выводу, что если Зверь появится, то нужно произнести вслух полное имя Кевина. Тогда все его 23 личности вылезут наружу, но она совершенно не представляет, чем это обернётся. Вторая сюжетная линия состоит из детских воспоминаний Кейси, из которых выясняется, что она с детства подвергается сексуальному насилию со стороны своего дяди, который после смерти отца стал её опекуном.
В назначенный вечер, когда должен пробудиться Зверь, Барри, ненадолго заняв сознание, зовёт Флетчер к себе домой, где уже Деннис признаётся, что Зверь реален. Здесь же выясняется, что Кевин в детстве подвергался насилию со стороны матери. Случайно Флетчер обнаруживает девушек, но Деннис её усыпляет. Затем он идёт на местную железнодорожную станцию, так как Зверь «живёт там» — ранее выясняется, что отец Кевина, уйдя из семьи, уехал на поезде. В назначенный момент он преображается, становясь физически очень сильным и выносливым. Флетчер приходит в себя и успевает написать на листке бумаги полное имя Кевина с просьбой его назвать, но затем появляется Зверь и убивает её, с силой сдавив в объятиях, сломав позвоночник и рёбра, проткнув лёгкие. Кейси удаётся выбраться из заточения. Маршу и Клэр съедает Зверь. Кейси удаётся найти записку Флетчер, и она произносит полное имя Кевина. На какой-то момент Зверь преображается в Кевина, и выясняется, что он уже несколько лет был подавлен другими личностями. Увидев тело Флетчер, он всё понимает, сообщает Кейси, где лежит ружьё с патронами, и просит его убить. Кейси берёт ружьё, но тут в Кевине начинают просыпаться другие личности, в том числе и сам Зверь.
Зверь одержим идеей, что только боль «очищает» людей и только такие люди достойны жить, а остальных он уничтожает, как Маршу и Клэр. После погони (в процессе которой Кейси дважды удаётся попасть в Зверя из ружья, но это не причиняет ему вреда) Зверь загоняет Кейси в угол, но тут замечает на её теле шрамы (самопорезы, когда не найдя экологичного выхода, агрессия, гнев, обида, желание отомстить проецируются на самого себя) и с радостью отмечает, что она «чиста». Он уходит, а Кейси на рассвете обнаруживает один из коллег Кевина — выясняется, что Кейси всё это время находилась в подвальном помещении филадельфийского зоопарка, где Кевин работал и жил. Позже, когда она сидит в полицейской машине, один из полицейских говорит ей, что её опекун (дядя) приехал забрать Кейси. Та ничего не отвечает. Тем временем, прячась в заброшенном здании и восстанавливаясь после ранений, Кевин стоит перед зеркалом и ведёт диалог на три голоса от лица Патрисии, Денниса и Хедвига: коллективно контролируя тело Кевина, они восхищаются силой Зверя и их планами изменить мир.
В кратком эпилоге в местной закусочной посетители смотрят по телевизору репортаж о преступлениях Кевина (которого прозвали «Орда») и одна из посетительниц сравнивает Кевина с неким террористом в инвалидном кресле, который был арестован 15 лет назад. Сидящий рядом постаревший Дэвид Данн (Брюс Уиллис) называет его прозвище — «Мистер Стекло».

## В ролях
| Актёр              | Роль                                     |
| ------------------ | ---------------------------------------- |
| Джеймс Макэвой     | Кевин Крамб                              |
| Аня Тейлор-Джой    | Кейси Кук                                |
| Бетти Бакли        | доктор Карен Флетчер                     |
| Хейли Лу Ричардсон | Клэр Бенуа                               |
| Джессика Сула      | Марша                                    |
| Иззи Коффи         | пятилетняя Кейси                         |
| Брэд Уильям Хэнке  | дядя Джон                                |
| Себастьян Арселус  | отец Кейси                               |
| Нил Хафф           | мистер Бенуа                             |
| М. Найт Шьямалан   | Джай                                     |
| Розмари Ховард     | мать Кевина                              |
| Ким Дайректор      | Ханна сцены вырезаны из фильма           |
| Брюс Уиллис        | Дэвид Данн камео без упоминания в титрах |

## История создания
26 августа 2015 года было объявлено, что М. Найт Шьямалан будет снимать триллер по написанному им же сценарию. Главную роль он хотел отдать актёру Хоакину Фениксу, который ранее уже снимался в его фильмах. Но у Феникса оказался плотный съёмочный график и 2 октября было объявлено, что на роль Кевина утверждён Джеймс Макэвой. 12 октября к картине присоединились Аня Тейлор-Джой, Бетти Бакли, Джессика Сула и Хейли Лу Ричардсон. 27 октября стало известно, что фильм получил название «Сплит». Его прокатом занялась Universal Studios. Изначально в представлении Шьямалана Кевин не был наголо стриженным. Джеймс Макэвой побрил голову для съёмок в фильме «Люди Икс: Апокалипсис» и попался на глаза Шьямалану в тот момент, когда выпивал с друзьями в баре. Шьямалан, охарактеризовав в тот момент Макэвоя как «пьяный скинхед», решил, что этот типаж идеально подходит для Кевина.
М. Найт Шьямалан заявил, что «Сплит» является его самым длинным фильмом.

### Съёмочный процесс
Съёмки, начавшиеся 11 ноября 2015 года, проходили в Филадельфии, штат Пенсильвания.

### Маркетинг
Первый трейлер к фильму вышел 27 июля 2016 года.

### Сиквел
В конце фильма Брюс Уиллис появился в камео Дэвида Данна, главного героя фильма Шьямалана «Неуязвимый» (2000 г.). Шьямалан впоследствии заявил планы на производство третьего фильма серии, в котором Данн и Кевин сойдутся в поединке.
26 апреля 2017 года М. Найт Шьямалан в своём твиттере сообщил, что его следующая работа будет одновременно сиквелом фильмов «Сплит» и «Неуязвимый». Продолжение получило название «Стекло». В нём главные роли сыграют Брюс Уиллис и Сэмюэл Л. Джексон из «Неуязвимого» и Джеймс Макэвой и Аня Тейлор-Джой из «Сплита». Дата выхода фильма в США — 18 января 2019 года. Жанр — триллер с элементами ужасов.

## Критика
«Сплит» получил преимущественно положительные отзывы критиков. На сайте Rotten Tomatoes фильм имеет рейтинг 78 % на основе 312 рецензий со средним баллом 6,5 из 10. На сайте Metacritic фильм имеет оценку 62 из 100 на основе 48 рецензий критиков, что соответствует статусу «в целом положительные отзывы».

## Кассовые сборы
«Сплит» вышел в США 20 января 2017 года, собрав в первый день 14,6 млн $ и 40 млн $ в первые выходные. Там фильм стартовал лучше ожиданий аналитиков, которые за первые 3 дня прогнозировали ему около 24 млн $. В США «Сплит» собрал 138 291 365 $.
Также триллер собрал 140 162 993 $ в мировом прокате. Общие сборы — 278 454 358 $. «Сплит» стартовал в России намного лучше ожиданий аналитиков, собрав за первые выходные 246,5 млн рублей или 4,23 млн $, тем самым поставив рекорд дебютных сборов среди фильмов ужасов. Ранее это достижение было за фильмом «Пункт назначения 5», который в 2011 году собрал 230,1 млн рублей. Также старт фильма «Сплит» стал лучшим в карьере режиссёра М. Найта Шьямалана. За всё время проката в России фильм собрал 570,3 млн рублей.

## Награды и номинации
| Церемония | Награда                                | Категория                                        | Номинант                                          | Результат |
| --------- | -------------------------------------- | ------------------------------------------------ | ------------------------------------------------- | --------- |
| 2017      | Сатурн                                 | Лучший триллер                                   |                                                   | Номинация |
| 2017      | Сатурн                                 | Лучшая киноактриса второго плана                 | Бетти Бакли                                       | Номинация |
| 2017      | MTV Movie & TV Awards                  | Лучший актёр или актриса в кино                  | Джеймс Макэвой                                    | Номинация |
| 2017      | Премия Лондонского кружка кинокритиков | Молодой британский / ирландский исполнитель года | Аня Тейлор-Джой (также за фильмы Ведьма и Морган) | Номинация |